# Gâdinți, Neamț
Gâdinți este o comună în județul Neamț, Moldova, România, formată numai din satul de reședință cu același nume.

## Așezare
Comuna se află în sud-estul județului, pe malul stâng al Siretului, pe malul opus față de municipiul Roman. Este străbătută de șoseaua națională DN15D, care leagă Romanul de Vaslui.

## Demografie
Componența etnică a comunei Gâdinți
     Români (92,37%)
     Alte etnii (7,63%)
Componența confesională a comunei Gâdinți
     Ortodocși (90,92%)
     Romano-catolici (1,01%)
     Alte religii (0,27%)
     Necunoscută (7,79%)
Conform recensământului efectuat în 2021, populația comunei Gâdinți se ridică la 1.873 de locuitori, în scădere față de recensământul anterior din 2011, când fuseseră înregistrați 1.983 de locuitori. Majoritatea locuitorilor sunt români (92,37%). Din punct de vedere confesional, majoritatea locuitorilor sunt ortodocși (90,92%), cu o minoritate de romano-catolici (1,01%), iar pentru 7,79% nu se cunoaște apartenența confesională.

## Politică și administrație
Comuna Gâdinți este administrată de un primar și un consiliu local compus din 11 consilieri. Primarul, Constantin-Dragoș Popa[*], de la Partidul Național Liberal, este în funcție din 1 noiembrie 2024. Începând cu alegerile locale din 2024, consiliul local are următoarea componență pe partide politice:
|  | Partid                          | Consilieri | Componența Consiliului | Componența Consiliului | Componența Consiliului | Componența Consiliului | Componența Consiliului |
|  | ------------------------------- | ---------- | ---------------------- | ---------------------- | ---------------------- | ---------------------- | ---------------------- |
|  | Partidul Social Democrat        | 5          |                        |                        |                        |                        |                        |
|  | Partidul Național Liberal       | 5          |                        |                        |                        |                        |                        |
|  | Alianța pentru Unirea Românilor | 1          |                        |                        |                        |                        |                        |

## Istorie
La sfârșitul secolului al XIX-lea, comuna făcea parte din plasa Siretul de Sus a județului Roman și era formată din satele Dealu Mărului, Gâdinți și Poenița, având în total 1029 de locuitori. În comună funcționau două biserici și o școală cu 27 de elevi. Anuarul Socec din 1925 o consemnează în aceeași plasă, având 1250 de locuitori în satele Gâdinți și Poenița. În 1931, comuna a fost desființată, satul Gâdinți trecând la comuna Sagna. Comuna a fost reînființată în 2004, când satul Gâdinți s-a separat, formând din nou o comună de sine stătătoare.

## Monumente istorice

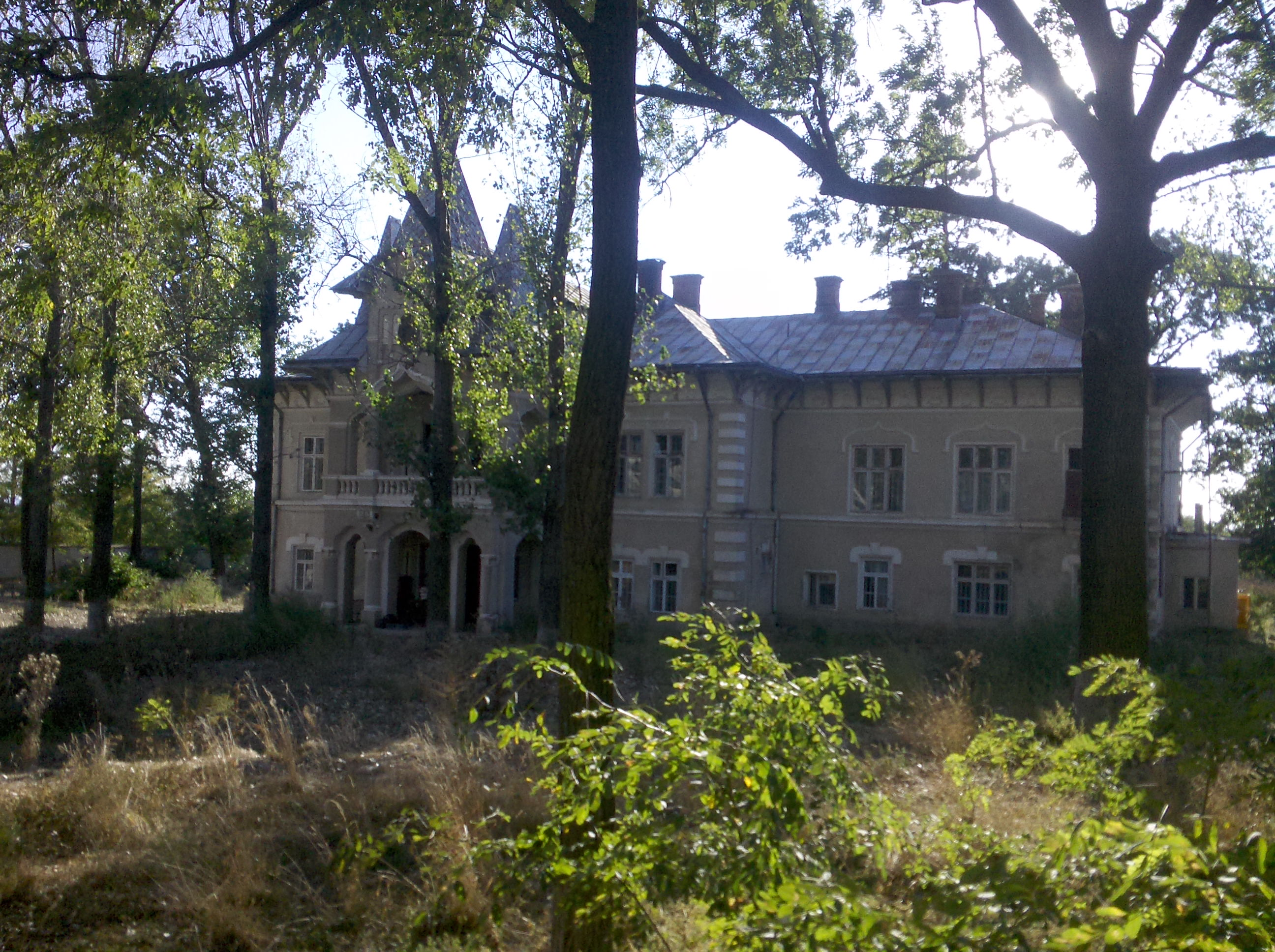
Conacul Bogdan, monument istoric de interes local din Gâdinți

În comuna Gâdinți se află Cetatea Nouă a Romanului, sit arheologic de interes național, ale cărei vestigii datează din 1466–1675. În rest, alte două obiective din comună sunt înscrise în lista monumentelor istorice din județul Neamț ca monumente de interes local, ambele fiind clasificate ca monumente de arhitectură: Conacul Bogdan (secolul al XIX-lea), fost spital de bolnavi psihic; și ansamblul bisericii „Sfântul Dumitru” (secolul al XIX-lea), ansamblu constând din biserică (1812) și turnul-clopotniță.